# Siria en los Juegos Paralímpicos de Pekín 2008
Siria estuvo representada en los Juegos Paralímpicos de Pekín 2008 por cinco deportistas, tres hombres y dos mujeres.

## Medallistas
El equipo paralímpico sirio obtuvo las siguientes medallas:
| Nombre        | Deporte                   | Evento            |
| ------------- | ------------------------- | ----------------- |
| Oro           |                           |                   |
| —             |                           |                   |
| Plata         |                           |                   |
| —             |                           |                   |
| Bronce        |                           |                   |
| Rasha Alsheij | Levantamiento de potencia | –67,5 kg femenino |